# Catagramma typhla
Catagramma typhla är en fjärilsart som beskrevs av Johannes Karl Max Röber 1915. Catagramma typhla ingår i släktet Catagramma och familjen praktfjärilar. Inga underarter finns listade i Catalogue of Life.